# Un hombre sin pasado
Un hombre sin pasado (en finés: Mies vailla menneisyyttä) es una película de comedia y drama escrita, producida y dirigida por el finlandés Aki Kaurismäki en 2002.
Obtuvo 27 nominaciones, destacando la recibida como mejor Película de Lengua Extranjera en los Premios Óscar de 2003 a los que declinó asistir por la participación del gobierno de Estados Unidos en la invasión de Irak, y 21 galardones, incluidos el Gran Premio del Jurado y el Premio a la Mejor Interpretación Femenina del Festival de Cannes de 2002 y el premio FIPRESCI del Festival de San Sebastián.
Un hombre sin pasado es la segunda parte de la denominada trilogía Finlandia de Kaurismäki, siendo la primera parte Nubes pasajeras (1996), y la tercera, Luces al atardecer (2006). 

## Sinopsis
Un hombre llega en tren a Helsinki y es agredido brutalmente por tres individuos para robarle. A causa de los golpes recibidos, pierde la memoria y, con ella, su identidad. Encuentra la ayuda de un matrimonio de escasos recursos y de Irma, oficial del Ejército de Salvación, con la que acabará teniendo un idilio. 
Cuando se encuentra en un banco intentando abrir una cuenta, un empresario arruinado entra para atracarlo. En el interrogatorio posterior, al no poder dar los datos de su identidad, es detenido como sospechoso de haber colaborado en el atraco pero un abogado al servicio del Ejército de Salvación consigue que le dejen en libertad. No obstante, la policía continúa su investigación y logra descubrir su identidad: es un trabajador metalúrgico que está casado. Visita a su mujer, quien le comunica que están recién divorciados, por lo que vuelve con Irma para reanudar su relación.

## Reparto
| Actor                                                     | Personaje                       |
| --------------------------------------------------------- | ------------------------------- |
| Markku Peltola                                            | M                               |
| Kati Outinen                                              | Irma                            |
| Juhani Niemelä                                            | Nieminen                        |
| Kaija Pakarinen                                           | Kaisa Nieminen                  |
| Sakari Kuosmanen                                          | Anttila                         |
| Annikki Tähti                                             | Jefa del rastrillo              |
| Anneli Sauli                                              | Propietario del bar             |
| Elina Salo                                                | Funcionario del astillero       |
| Outi Mäenpää                                              | Empleada del banco              |
| Esko Nikkari                                              | Atracador                       |
| Matti Wuori                                               | Abogado                         |
| Aino Seppo                                                | Exmujer                         |
| Janne Hyytiäinen                                          | Ovaskainen                      |
| Antti Reini                                               | Electricista                    |
| Marko Haavisto Jouni Saario Jukka Teerisaari Jyrki Telilä | Banda del Ejército de Salvación |
| Risto Korhonen Panu Vauhkonen Tom Wahlroos                | Asaltantes                      |

## Recepción
La cinta obtiene muy buenas valoraciones en los portales de información cinematográfica y entre la crítica profesional. En IMDb con 23.427 votos obtiene una valoración media de 7,6 sobre 10. En FilmAffinity con 7.008 valoraciones obtiene una puntuación de 7,4 sobre 10. En el agregador de críticas Rotten Tomatoes obtiene una calificación de "fresco" para el 98% de las 99 críticas profesionales y para el 90% de las más de 5.000 valoraciones de los usuarios del portal.
El crítico Carlos Boyero en el diario El Mundo calificó la película como "otra pequeña joya del finlandés exótico, es uno de los cantos más entrañables que ha recibido el mundo de los desheredados (...) Kaurismaki derrocha todas sus esencias en una película inclasificable, rebosante de humor y ternura, excentricidad y lirismo, estilo y gracia". El crítico Mirito Torreiro para la revista Fotogramas en 2008 le otorgó 5 estrellas de 5 destacando "el resultado es un bellísimo canto a la solidaridad, una historia de amor entre tipos que están de vuelta de toda experiencia, contada como si nadie antes hubiera mostrado esas mismas cosas. Porque Kaurismäki obtiene, a la postre, lo que buscaba el cineasta Harvey Keitel en La mirada de Ulises: la óptica original, incontaminada, de un pionero que tiene todo el futuro del cinematógrafo por delante. Para el espectador inteligente".
El crítico Roger Ebert para el Chicago Sun-Times le otorgó 3,5 sobre 4 calificándola como "una comedia que encuentra el humor en las paradojas de la existencia". Michael Wilmington en el periódico Los Angeles Times destacó que es "una película poderosa hecha con medios mínimos: es la historia de gente pobre, en los márgenes de la sociedad, hecha sin sentimentalismo, ni condescendencia y con un humor retorcido". También para Los Angeles Times Kenneth Turan indicó "ofrece una subversiva sensibilidad cómica que, de alguna manera, combina la ironía de Buster Keaton con el incansable optimismo de Capra y los filtra a través de un gélido punto de vista finés". Dana Stevens en el diario The New York Times incidió en que "como las grandes películas de los años 30 y los primeros 40, es, al mismo tiempo, artística y sin pretensiones, sofisticada y completamente accesible". David Rooney para la revista Variety alabó el trabajo del director destacando "pocos cineastas contemporáneos logran ennoblecer al proletariado con la rica humanidad, la calidad, el humor, el respeto y la moralidad que Aki Kaurismäki imprime en sus personajes".